# 营口港
营口港，是中華人民共和國遼寧省營口市一個综合性主枢纽港，是中国东北地区最大的货物运输港。2006年，国家发改委和交通部联合印发的《全国沿海港口布局规划》中要求营口港布局大型、专业化的石油（特别是原油及其储备）、液化天然气、铁矿石和粮食等大宗散货的中转储运设施。
营口港由上市公司辽宁港口股份有限公司经营，港区包括营口港区、鲅鱼圈港区、仙人岛港区、盘锦港区、海洋红港区、绥中石河港区和葫芦岛柳条沟港区。
2012年，营口港货物吞吐量为30107.3万吨，同比增长15.4%，集装箱量完成485.1万标准箱，同比增长20.3%，吞吐量名列全国沿海第8位，是中国东部沿海吞吐量增速最快的港口之一。

## 历史
营口港前身原称“没沟营”（即现在的营口市区）。据《东三省纪略》记述：“此地有一潮水沟，潮落则涸，满则沟没于水，故又以没沟营称之”。兴起时间比较早。在埠内西大街的天后宫（西大庙），于清雍正四年(1726年)创建。道光年间《重修天后宫碑记》碑文中有‘舳舻云集，日以千计’之语。这说明营口港兴起不晚于雍正年间。
民国《盖平县志》卷八记载：“营口为海城、盖平分辖，以老爷阁为界，曰东没沟营、西没沟营。”因此，没沟营也称为“西营子”。清代文献均以没沟营、没沟营口、营口（始见于道光十年1830年）相称。清末在此分置营口县。
清朝时牛庄作为八旗驻防城，其行政管辖区域包括太子河与辽河河道和辽河入海口。牛庄城守旗署为沿河港口和入海口口岸的主要管理者，辖区内的港口（码头）和口岸，都可能被称为牛庄港及牛庄口岸（“牛口”）。清廷档案文献中有很多地点的码头称牛庄港。 乾隆二十八年（1763年），负责征收山海关及附近隘口以及辽东各口岸的征税的山海关监督奏报中记载，此前牛庄有两个口岸，即半边台和没沟营。嘉庆二十二年(1817年)《盛京将军富俊奏报遵驳妥拟牛庄海口装粮过斗章程事》朱批奏折记载，当时牛庄的没沟营已经成为辽东最大的海口，没沟营和田庄台两个口岸每年输出粮食40万至50万石，为其它口岸的数倍。道光十九年（1839年）四月二十三日盛京将军耆英奏报东北各海口进出商船的情况：“自开河以来，没沟营商船已有八百五十九只，其余各海口自数十只至百余只不等...唯没沟营船只最多。”
1859年中英签署《天津条约》第十一条原文为“广州、福州、厦门、宁波、上海五处，已有《江宁条约》旧准通商外，即在牛庄、登州、台湾、潮州、琼州等府城口，嗣后皆准通商，亦可任意与无论何人买卖船货，随时往来。”
其中的“城口”两个字，是指“府城、口岸”。从当时的落实实际情况，“城口”是口岸在府城附近的就在府城开埠，口岸距离府城较远的就在口岸开埠。营口距离牛庄45公里，当时中外各方都将没沟营称牛庄口岸或牛口、营口。从咸丰十年(1860年)末到咸丰十一年初的数月时间里，清廷、总理各国事务衙门、北洋通商大臣和地方官员盛京将军玉明、奉天府尹、山海关监督都在为开埠做准备，筹拟通商章程，原始文档均表明开埠地点是没沟营。
1861年4月3日，美籍船进港停泊在小姐庙码头。标志着营口对外国开港。
英国首任领事密迪乐于1861年5月23日乘英国军舰到牛庄（防守尉驻地，区域行政中心）考察，结论是辽河下游淤浅，轮舟出入不便，开埠地无法搬迁至牛庄这个地区行政中心，只能继续留在没沟营，在营口东街外三义庙暂作领事官署。
直至1899年中东铁路南满支线通车到营口之前，从营口港出发辽河航运至郑家屯约628公里航段，太子河、浑河也有帆船航运，成为主要的内地运输通道。
1907年，营口港的贸易输出总额占南满三港（营口、大连、丹东）输出额的75%。由于日俄战争后日本攫取了东北地区南部成为其势力范围，满铁控制的南满铁路奉行“大连中心主义”，营口的航运与商业急剧衰落，1912年大连港压倒了营口港的吞吐量。 